# Tanger-Médina
Tanger-Médina (àrab: طنجة المدينة, Ṭanja al-Madīna; amazic estàndard marroquí: ⵟⴰⵏⵊⴰ ⵜⵉⵖⵕⵎⵜ, Ṭanja TiƔṛmt) és un arrondissement de la ciutat de Tànger, a la prefectura de Tanger-Assilah, a la regió de Tànger-Tetuan-Al Hoceima, al Marroc. Segons el cens de 2014 tenia una població total de 243.082 persones. Entre els censos de 1994 i 2004 ha sofert un augment de població, passant de 138.534 a 173.477 habitants.